# Ebenezer Begyina Sekyi-Hughes
Ebenezer Begyina Sekyi-Hughes (* 4. September 1939 in Cape Coast, Ghana) ist einer der bekanntesten Politiker und Juristen des westafrikanischen Staates Ghana. Zurzeit hat er im ghanaischen Parlament das höchste Amt der gesetzgebenden Gewalt in Ghana, das Amt des Parlamentssprechers (Speaker of Parliament), inne.

## Ausbildung
Sekyi-Hughes wurde in Cape Coast, der Hauptstadt der Central Region in Ghana, geboren. Hier besuchte er 1945–1953 die Cape Coast Government Boys School und 1954–1960 das Adisadel College, in dem er seinen Schulabschluss (West African School Certifikate) machte.
Sekyi-Hughes wechselte an die Universität von Ghana in Legon, einem Stadtteil von Accra, und begann hier sein Studium im Jahr 1961. Im Jahr 1964 schloss er die Universität ab mit dem Bachelor (Hons.) ab und wechselte an die Ghana School of Law, an der er im Jahr 1966 mit dem LL.B., einem juristischen Abschluss, seine Ausbildung beendete. Aus den Niederlanden erhielt Sekyi-Hughes von der Academy of International Court of Justice in Den Haag eine Auszeichnung, die ihn zum Studium der Rechtswissenschaften berechtigte.

## Karriere
Sekyi-Hughes wurde im Jahr 1966 in die Rechtsanwaltskammer in Ghana als Barrister und Solicitor aufgenommen und arbeitete seit dieser Zeit als Rechtsanwalt und Prozessvertreter. Er wurde Partner der Rechtsanwaltssozietät Gaisie, Zwenes, Hughes and Co. mit dem Kanzleisitz in Accra und Takoradi. Zu seiner Anwaltstätigkeit nahm Sekyi-Hughes im Jahr 1974 die Tätigkeit als Notar an. Auch in der ghanaischen Anwaltskammer hatte er wichtige Schlüsselpositionen inne. So wurde er  Vorsitzender der Rechtsanwaltskammer der Western Region zwischen 1977 und 1981. 
Zu gleicher Zeit war er bereits politisch aktiv. Sekyi-Hughes wurde Mitglied des Rechtsrates und des Rates der Rechtsanwaltskammer. Im Jahr 1981 war er Mitglied der ghanaischen Delegation bei der Commonwealth Law Conference in Nairobi, Kenia und 1991 Mitglied der ghanaischen Delegation der Konferenz der afrikanischen Rechtsanwaltskammern (African Bar Conference) in Nigeria.
Als Politiker und Rechtsfachmann wurde Sekyi-Hughes 2001 von den traditionellen Herrschern und dem Volk als Vertreter der Western Region zum Mitglied des Council of State (Staatsrates) bestimmt, einem beratenden Verfassungsorgan Ghanas. In seiner gesamten juristischen und politischen Karriere galt Sekyi-Hughes als Verfechter der Menschenrechte und setzte sich für die Umwelt ein.
Am 7. Januar 2005 wurde Ebenezer Sekyi-Hughes dritter Sprecher der vierten Republik in Ghana und folgte Peter Ala Adjetey im Amt nach. Seit 1951 hat Sekyi-Hughes damit als neunte Person das Amt des Sprechers des Parlaments inne.

## Familie
Sekyi-Huges ist verheiratet und hat sechs Kinder.